# ノックスビル方面作戦
ノックスビル方面作戦（ノックスビルほうめんさくせん、英:Knoxville Campaign）は、南北戦争中の1863年秋にテネシー州東部で行われた一連の戦闘と操軍である。アンブローズ・バーンサイド少将の指揮する北軍がテネシー州ノックスビルを占領し、チャタヌーガに居た南軍ブラクストン・ブラッグ将軍のテネシー軍から派遣されたジェイムズ・ロングストリート中将指揮する部隊は、バーンサイド軍がチャタヌーガで包囲されている北軍を救援しないようにする任務があった。ロングストリートは東部戦線でロバート・E・リー将軍の片腕となる軍団指揮官だったが、西部戦線では独立した指揮官としての役割がうまくいかず、この方面作戦でも得るところは少なかった。

## 背景と初期の動き
テネシー州東部の山岳地は大半が北部支持の地域であり、エイブラハム・リンカーン大統領はこの戦争の重要な目標と考えていた。北部に忠実な住民が住んでいることの他に、穀物や家畜が豊富であり、またチャタヌーガからバージニア州へ繋がる鉄道の通り道でもあった。1862年から1863年を通じて、リンカーンは何人もの指揮官にこの難しい地形を突破し地域を占領するように圧力を掛け続けた。アンブローズ・バーンサイドは1862年12月のフレデリックスバーグの戦いで完敗し、西部戦線に配転されて、1863年3月にこの軍管区とオハイオ軍の指揮を任された。バーンサイドはできるだけ迅速にノックスビルに侵攻する命令を受け、一方、同時にウィリアム・ローズクランズ少将のカンバーランド軍はテネシー州中部でブラクストン・ブラッグ軍と対抗するという命令を受けていた（タラホーマ方面作戦とそれに続くチカマウガの戦い）。
バーンサイドの作戦はオハイオ州シンシナティからその2個軍団（第9軍団および第23軍団）で進軍することだったが、第9軍団がビックスバーグ方面作戦にあるユリシーズ・グラント少将の支援を命令されたために遅れた。第9軍団の帰還を待つあいだ、ウィリアム・P・サンダース准将の旅団を騎兵隊と歩兵隊の合同でノックスビルを攻撃するために派遣した。6月半ば、サンダースの部隊は鉄道を破壊し、サイモン・B・バックナー准将が指揮する東テネシー方面軍が支配していた市の周辺の通信を混乱させた。
8月半ばまでに、バーンサイドはノックスビル市に向けての進軍を開始した。ノックスビルに直接向かう経路はカンバーランド峡谷を通っており、防御する南軍側にとっては絶好の地形になっていた。バーンサイドはその道ではなく、南軍の側面に回りこむ道を選んだ。ジョン・F・デコーシー大佐の師団に北から脅威を掛けさせ、一方他の2個師団はノックスビルに向かう岩だらけの山岳路を40マイル (64 km)回り道して南軍陣地の南に向かった。道路の状態は良くなかったが、その部隊は1日30マイル (48 km)ほど進軍できた。
チカマウガ方面作戦が始まったとき、バックナーは南のチャタヌーガに呼びつけられ、カンバーランド峡谷には1個旅団、ノックスビルの東に1個旅団を残しているだけだった。サミュエル・ジョーンズ少将がバックナーに代わって東テネシー方面軍の指揮を執った。バーンサイドの騎兵旅団が9月2日にほとんど抵抗無いままにノックスビルに到着した。翌日バーンサイドとその主力軍は市内を占領し、地元の民衆に暖かく迎えられた。
カンバーランド峡谷では南軍ジョン・W・フレーザー准将指揮する2,300名の経験不足な兵士が守備に付いていたが、バックナーの撤退に続いて何をすべきか命令を受けていなかった。9月7日、北からはデコーシー隊、南からはジェイムズ・M・シャッケルフォード隊が接近してくる事態に直面して、フレーザーは降伏を拒否した。バーンサイドとサミュエル・A・ギルバート大佐の歩兵旅団がノックスビルを出てわずか52時間で60マイル (96 km)を急行した。フレーザーは勢力で圧倒されていることを認識し、遂に9月9日に降伏した。
バーンサイドはローズクランズ軍の支援にいくらか騎兵隊を派遣し、東テネシーからバージニアに抜ける道と峡谷を掃討し、できるならばバージニア州アビントンの向こうにある製塩所を確保する遠征の準備をおこなった。この間にチカマウガの戦いが迫り、ワシントンD.C.からは南に動いてローズクランズを支援するという興奮した要請が来ていたのを、新しく占領したばかりの領域と忠実な市民を放棄することを望まなかったバーンサイドは実質的に無視した。さらに岩の多い地形を抜けて物資を動かす難しさがあり、その供給基地から遠くに動いた場合に深刻な問題になることを懸念していた。

## 東テネシー方面作戦の戦闘
バーンサイドがローズクランズ軍の支援を督促されている間に東テネシーでは比較的小さな戦闘が2つ起こった。

### ブラウンツビルの戦い（1863年9月22日）
9月22日、北軍ジョン・W・フォスター大佐はその騎兵と砲兵隊で南軍のジェイムズ・E・カーター大佐の部隊と、ブラウンツビルで戦った。フォスターは正午に攻撃を始め、4時間の戦闘の間に町を砲撃し、側面攻撃を開始して南軍を撤退させた。

### ブルースプリングスの戦い（10月10日）
南軍ジョン・S・ウィリアムズ准将がその騎兵隊を率いて北軍の通信線と兵站を混乱させるために進発した。東テネシー・バージニア鉄道のブルズ・ギャップを占領しようとしていた。10月3日、ブルズ・ギャップに向かう途中、そこからは鉄道沿いに約9マイル (14 km)のブルースプリングスで、北軍第23軍団騎兵師団のサミュエル・P・カーター准将の部隊と戦った。カーターは直面する敵の勢力が分からなかったので撤退した。カーター隊とウィリアムズ隊はその後の数日間小競り合いを続けた。10月10日、カーター隊が大挙してブルースプリングスに接近した。ウィリアムズ隊はいくらかの増援を得ていた。戦闘は午前10時ころに始まり、北軍の騎兵隊が南軍と正午過ぎまで交戦し、一方別の騎兵隊は南軍の退路を塞ぐ陣地を取ろうとした。工兵技師のオーランド・M・ポー大尉が歩兵の攻撃を行うために最善の場所を特定するための偵察を行った。午後3時、第9軍団第1師団のエドワード・フェレロ准将が攻撃に向かい、実際には午後5時に攻撃した。フェレロ隊は南軍の前線を突破して大きな損害を与え、遮られる前にほとんど敵の後ろに回りこむところだった。暗闇が訪れて南軍が撤退し、北軍は翌朝追撃を始めた。数日のうちにウィリアムズ隊はバージニア州内まで退いた。バーンサイドは東テネシーでの南軍の影響力を弱め消すために東テネシー方面作戦を始めた。ブルースプリングスはその使命を果たすことになった。

## ロングストリートのノックスビル侵攻
ブラクストン・ブラッグは、カンバーランド峡谷とブルースプリングスでのバーンサイドの勝利に反応し、またバーンサイドが包囲されているチャタヌーガの北軍の救援に向かうのではないかと心配し、アメリカ連合国大統領ジェファーソン・デイヴィスに、ジェイムズ・ロングストリートがバーンサイドに対抗して進軍する命令を出すよう求めた。ロバート・E・リーの北バージニア軍第1軍団の一部を率いたロングストリートは折りよくジョージア州北部に到着し、チカマウガでの南軍勝利に大きな貢献を果たしていた。ロングストリートはその命令に強く反対した。勢力的にかなり劣ることを知っていたからである。ロングストリート軍は2個歩兵師団（ラファイエット・マクローズ少将とミカ・ジェンキンス准将がそれぞれ指揮。ジェンキンスは負傷したジョン・ベル・フッド少将の師団を引き継いでいた）の総勢10,000名とジョセフ・ウィーラー少将の騎兵隊5,000名であり、対するバーンサイド軍は12,000名の歩兵と8,500名の騎兵だった。さらにチャタヌーガ周辺の南軍は残り4万名となり、グラントおよびウィリアム・シャーマン少将の接近しつつある援軍に勢力で負けることも知っていた。ロングストリートは、勢力を分散することで、「我々は双方を失敗に向かわせることになり、実際に自ら大きな結果を生むチャンスが無くなる」と主張した。
ロングストリート軍が鉄道での輸送の準備をしている間に、11月6日、テネシー州グリーンビルで小さな戦闘が起こった。ロバート・ランサム・ジュニア少将とウィリアム・E・"グランブル"・ジョーンズ准将がその地域の北軍騎兵隊を蹴散らし、第7オハイオ騎兵隊と第2東テネシー騎乗歩兵連隊から多くの捕虜を取った。
ロングストリートの作戦はノックスビルまでのほぼ中間にあたるシーウォーターまで鉄道で動くことだったが、問題が起きて困難な旅になった。期待していた列車が時間通りに到着せず、兵士達は徒歩で出発した。列車が到着するとそれは牽引力の無い機関車が引っ張っており、荷物を積んで山岳地をとても進めないものだったので、険しい区間では兵士達が降りて列車の横を歩くしかなかった。工兵は燃料の薪を十分に用意できず、兵士達が止まって途中にある塀を分解して積まなければならなかった。ロングストリート軍と装備の全体がシーウォーターまでの全工程60マイル (96 km)を進むために8日間を要した。11月12日に到着した時、約束したはずの物資が届いていなかった。バージニアからこの方面作戦に移動してきた兵士達はきたるべき冬に備えた適切な食糧や軍装を装備していなかった。
リンカーン内閣はバーンサイドの居る状況が心配になり、何週間もノックスビルを離れて南に向かうよう督促していたにも拘らず、今度はノックスビル市を守るよう命令した。グラント将軍はチャタヌーガから救援遠征隊を編成しようとしたが、バーンサイドは冷静に、その軍隊から5,000名を南西のロングストリート軍に向けて前進させ接触しながら緩りとノックスビル方向に後退して、そのことで南軍が容易にチャタヌーガに引き返しブラッグ軍を補強しないようにするという提案を行った。グラントは直ぐに承認した。11月14日、ロングストリートはラウドンの西でテネシー川を渡す橋を建設し、バーンサイド軍の追跡を始めた。
ウィーラーの騎兵隊が11月15日にノックスビルに接近しホルストン川の南岸から市内を見下ろす高地を占領しようとしたが、ウィリアム・サンダース指揮下の北軍騎兵隊の抵抗と川の南岸にある砦の砲台からの脅威もあって、その作戦を放棄し川の北岸にいるロングストリート主力部隊に合流することになった。

## ロングストリートのノックスビル方面作戦の戦い
ロングストリートのノックスビル方面作戦では主要な3つの戦闘があった。

### キャンベル駅の戦い（11月16日）
ロングストリートとバーンサイドの両軍は平行した経路を辿りながら、南からのコンコード道路がノックスビルに向かうキングストン道路と交差する所にある小集落キャンベル駅に急行した。バーンサイドはその交差点に先に着いてノックスビルまで安全に向かうことを期待した。ロングストリートはその交差点に先に着いて確保し、バーンサイド軍がノックスビルに入るのを妨げ、その防塁の外で戦うことを強いるという作戦だった。雨の11月16日の強行軍でバーンサイド軍が先ずその重要な交差点に到着し配陣した。主力部隊は正午に輜重隊を後に従えて到着した。ほんの15分後にロングストリートの南軍が接近した。ロングストリートは挟撃作戦を試みた。北軍の両側面を同時に攻撃するというやり方だった。マクローズの師団が強力な攻撃を掛けたので北軍の右翼は再配置しなければならなかったが、持ち堪えた。ジェンキンスの師団は前進中の操軍が無駄な動きとなり北軍の左翼に回りこめなかった。バーンサイドはキングストン道路に跨っているその2個師団に4分の3マイル (1.2 km)後方にある尾根まで後退を命じた。これは混乱もなく成し遂げられた。南軍の攻撃が中断され、バーンサイド軍はノックスビルへ向けた後退を続けた。
北軍の圧力を受けながらの後退はうまく実行され、11月17日にはバーンサイド軍の大半がノックスビルの防御を施された防塁の中に入り、いわゆるノックスビルの包囲戦が始まった。南軍は包囲線に対する用意が無く物資が不足し始めた。11月18日、ウィリアム・サンダースはバーンサイド軍の撤退を遮蔽する騎兵隊を率いているときに、小競り合いで致命傷を負った。ロングストリートは11月20日にも攻撃を掛ける考えだったが、ブッシュロッド・ジョンソン准将隊（3,500名）とグランブル・ジョーンズの騎兵旅団の応援を待つことにして決行を遅らせた。ロングストリート軍の砲兵長エドワード・ポーター・アレクサンダー大佐は「遅延の1日ごとに敵の胸壁が強固になっていった」と書き記した。

### サンダース砦の戦い（11月29日）
ロングストリートは市を取り囲むバーンサイド軍の要塞の中でサンダース砦が自隊の兵士が突破できる唯一脆弱なものと考え、既に1週間続いた包囲戦を終わらせた。この砦は殺された騎兵隊長ウィリアム・サンダースに因んで名付けられたものであり、ノックスビル市の北西に聳えていた。砦の北西は急な傾斜だった。ロングストリートは闇に紛れて急襲隊を砦の下まで昇らせ、夜明け前に「急襲」でサンダース砦を乗っ取れると考えた。砦の内側に向けた短時間の砲撃に続いて、南軍3個旅団が突撃した。北軍の鉄条網は電信線を木の切り株から切り株へと次々に張り巡らしたものであり、南軍の攻撃を遅延させたが、砦の外壕が南軍を止めた。この壕は幅12フィート (3.6 m)、垂直面の深さ4ないし10フィート (1-3 m)あった。砦の外の斜面はほとんど垂直だった。この壕を横切ることは特に容赦のないマスケット銃や散弾銃の銃火の下では不可能だった。南軍の士官たちは兵士達をその壕の中まで率いてきたが、攻城ばしごも無く、急斜面を上れる者はほとんどおらず、砦に入ったとしても傷つき殺され、あるいは捕虜になった。攻撃は20分間続き甚だしく一方的な損失を受けることになった。南軍の損失813名に対し北軍は13名にしか過ぎなかった。これはノックスビル方面作戦の中でも決定的な戦闘になった。
ロングストリートが次の行動を考えているときに、ブラッグ軍が11月25日の第三次チャタヌーガの戦いで完敗したという報せが入った。ロングストリートはブラッグ軍に合流しろという命令を受けたが、その命令は実行不可能と感じ取り、ブラッグには、部隊を連れてバージニアに戻るが、可能な限りノックスビルの包囲を続け、それでバーンサイドとグラントの軍が合流してテネシー軍を全滅させに向かうことを阻止できると伝えた。この作戦はグラントがシャーマンに25,000名の部隊を付けてノックスビル包囲を解放させるために派遣したので、有効であることが分かった。ロングストリートはその包囲を12月4日に中止し、北東65マイル (104 km)のテネシー州ロジャースビルに向けて撤退し、冬の宿営に備えることにした。シャーマンはゴードン・グランジャー少将をノックスビルに残し、その軍隊の大半を連れてチャタヌーガに引き返した。バーンサイドの参謀長であるジョン・G・パーク少将が8,000名の歩兵と4,000名の騎兵を率いて南軍を追跡したが、あまり接近することは無かった。ロングストリート軍は12月6日にラトリッジ、12月9日にロジャースビルと行軍を続けた。パークはジョン・M・シャッケルフォード准将に約4,000名の騎兵と歩兵を付けてロングストリート軍の探索に当たらせた。

### ビーン駅の戦い（12月14日）
12月13日、シャッケルフォード隊はホルストン川沿いのビーン駅近くにいた。ロングストリートは戻ってビーン駅を占領することに決めた。南軍の3部隊と砲兵隊がビーン駅に接近し北軍を捕まえようとした。12月14日午前2時までに、1隊が北軍の哨戒隊と小競り合いを行った。この哨戒隊は出来る限りの抵抗をし、シャッケルフォードに南軍の出現を警告した。シャッケルフォードは部隊を配置して攻撃に備えた。間もなく戦闘が始まり、ほぼ一日中続いた。南軍の側面攻撃やその他の襲撃が様々な時刻と場所で起こったが、北軍は南から援軍が到着するまで持ち堪えた。夜の訪れまでに北軍はビーン峡谷を抜けてブレインの交差点方向に撤退した。ロングストリートは翌朝北軍への再攻撃を始めたがブレインの交差点に近付くと北軍が塹壕線を固めていることが分かった。ロングストリート軍は撤退し、間もなく北軍もその地域を離れた。

## 方面作戦の後
ノックスビル方面作戦はビーン駅の戦いで終わり、両軍は冬の宿営に入った。この小さな方面作戦での唯一実効があったことはチャタヌーガのブラッグ軍から是非とも必要な戦力を抜いたことだった。ロングストリートの独立した指揮官としての襲撃は失敗し、その自信が傷つけられた。ロングストリートは、前年の半島方面作戦のセブンパインズの戦いの時にやったように、この方面作戦の失敗を他人を非難することで反応した。ラファイエット・マクローズを指揮官から解任し、ジェローム・ロバートソン准将とイベンダー・ロー准将の軍法会議を要求した。総務局長のサミュエル・クーパーには12月30日に辞表を送ったが、その辞意は受け付けられなかった。その軍団は東テネシーで適切な隠れ場や物資も無く厳しい冬を過ごし、春まではバージニアに戻ることもできなかった。
この方面作戦でのバーンサイドの有能な行動はワシントンでの心配にも拘らず、フレデリックスバーグでひどく傷つけられていた軍人としての評判をいくらかでも回復した。ノックスビル死守に成功したこととチャタヌーガでグラントが勝利したこととで、戦争の残り期間東テネシーの大半は北軍の支配下になった。